# 特拉维斯·杰纳
特拉维斯·杰纳（英語：Travis Jayner，1982年5月9日—），美国男子短道速滑运动员。他曾代表美国参加2010年冬季奥林匹克运动会短道速滑比赛，获得男子5000米接力铜牌。